# 第24回主要国首脳会議

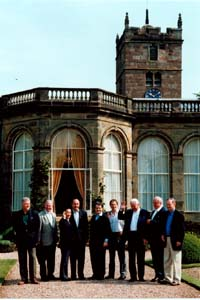
出席首脳の記念写真

第24回主要国首脳会議（だい24かいしゅようこくしゅのうかいぎ）は、1998年5月15日から17日までイギリスのバーミンガムで開催された主要国首脳会議。通称バーミンガム・サミット。

## 出席首脳
- トニー・ブレア（議長・イギリス首相）
- ヘルムート・コール（ドイツ首相）
- ビル・クリントン（アメリカ合衆国大統領）
- ジャック・シラク（フランス共和国大統領）
- ジャン・クレティエン（カナダ首相）
- ロマーノ・プローディ（イタリア首相）
- 橋本龍太郎（日本国内閣総理大臣）
- ボリス・エリツィン（ロシア連邦大統領）

### 各国首脳肖像

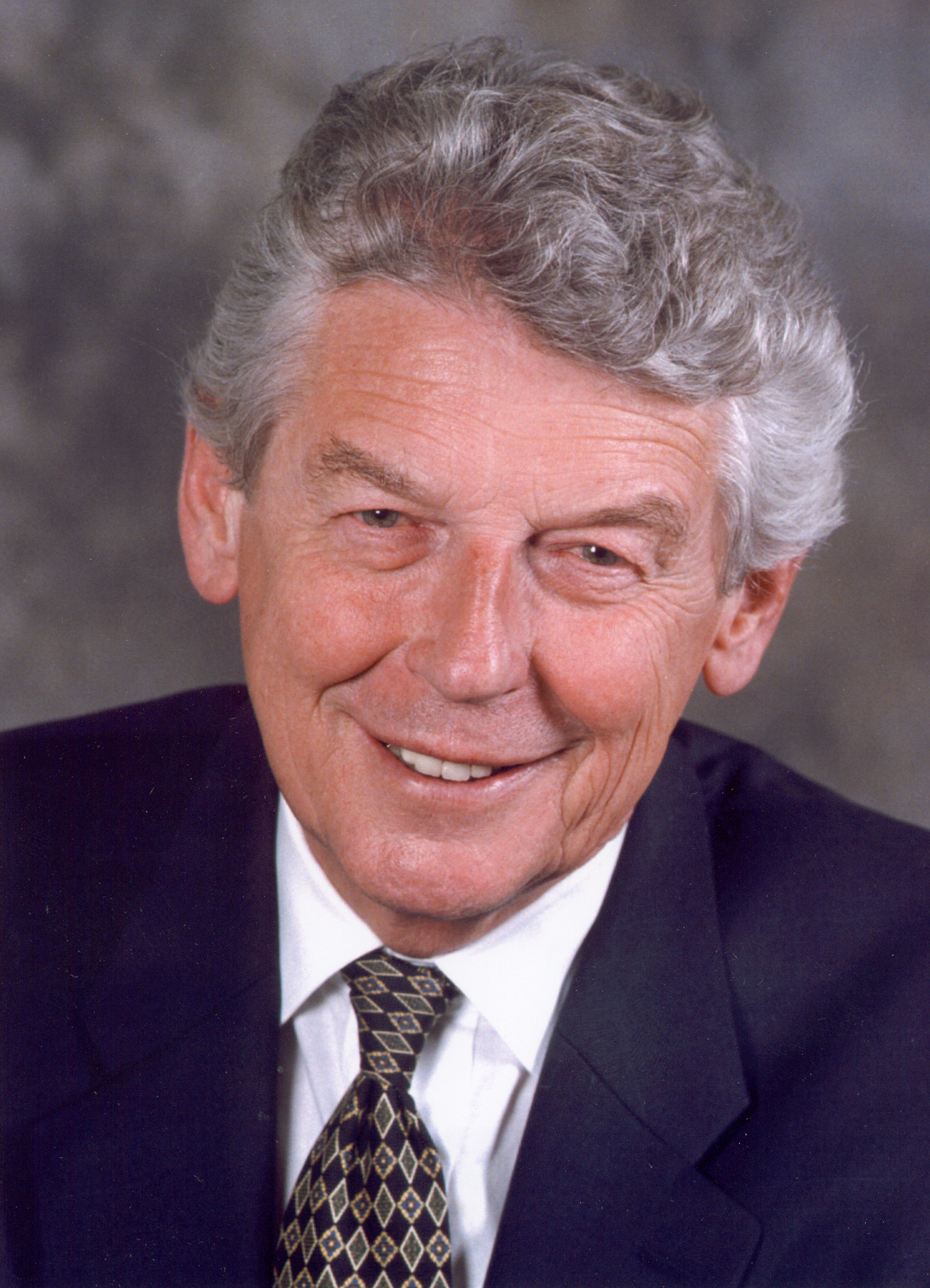
欧州連合 ウィルム コック, 欧州委員会委員長

G8コアメンバー

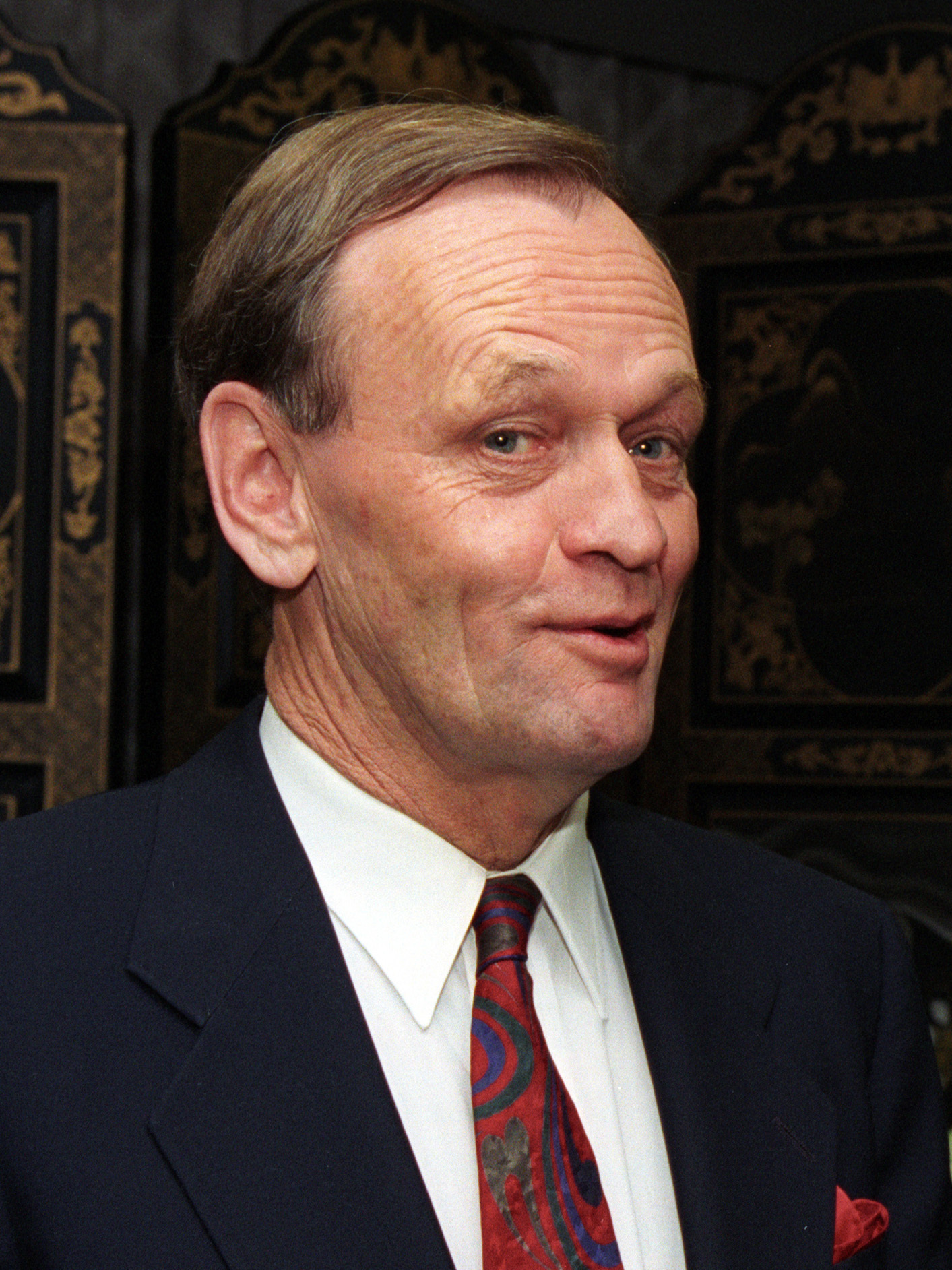
カナダ ジャン クレティエン, カナダ首相
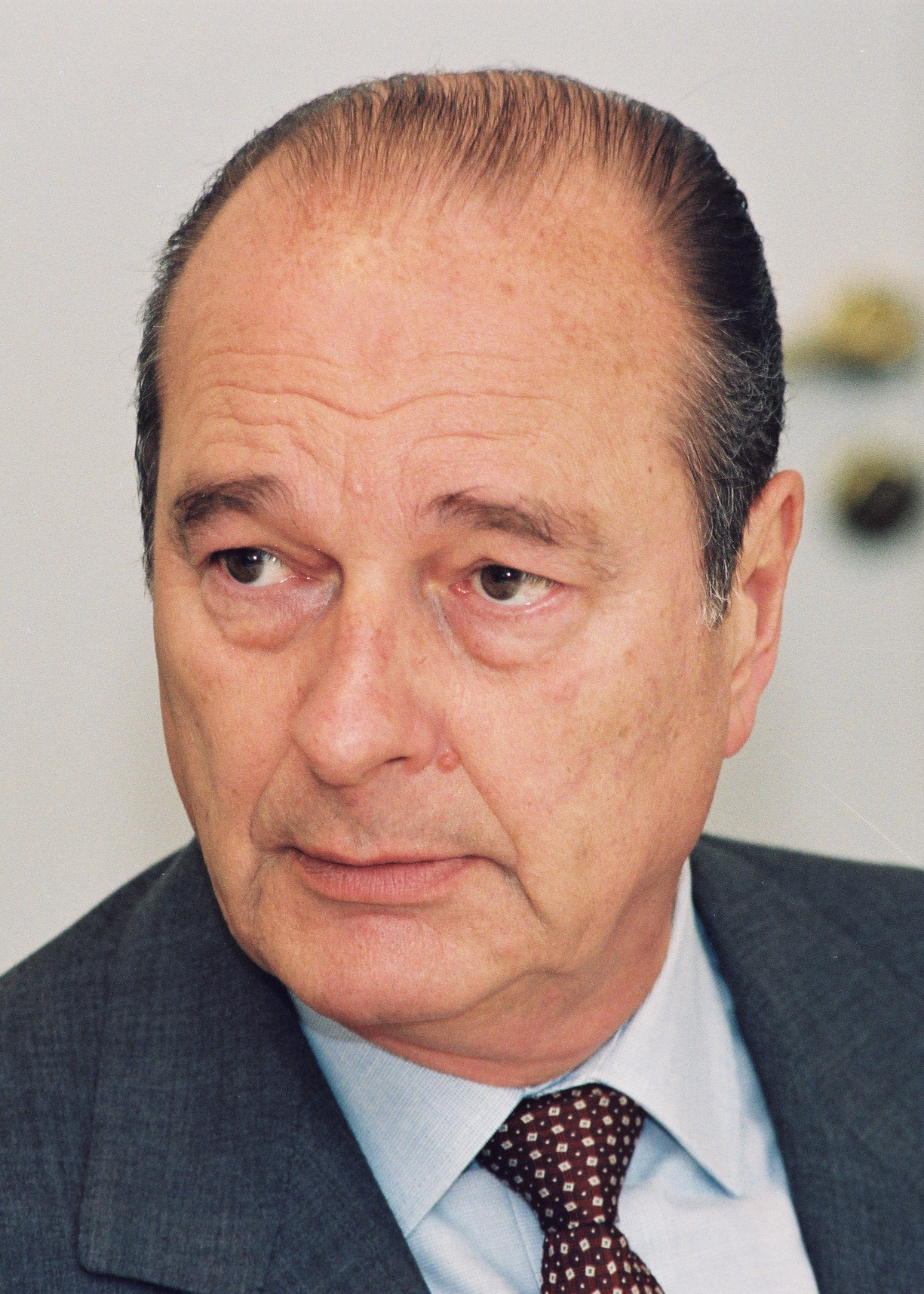
フランス ジャック シラク, フランス大統領
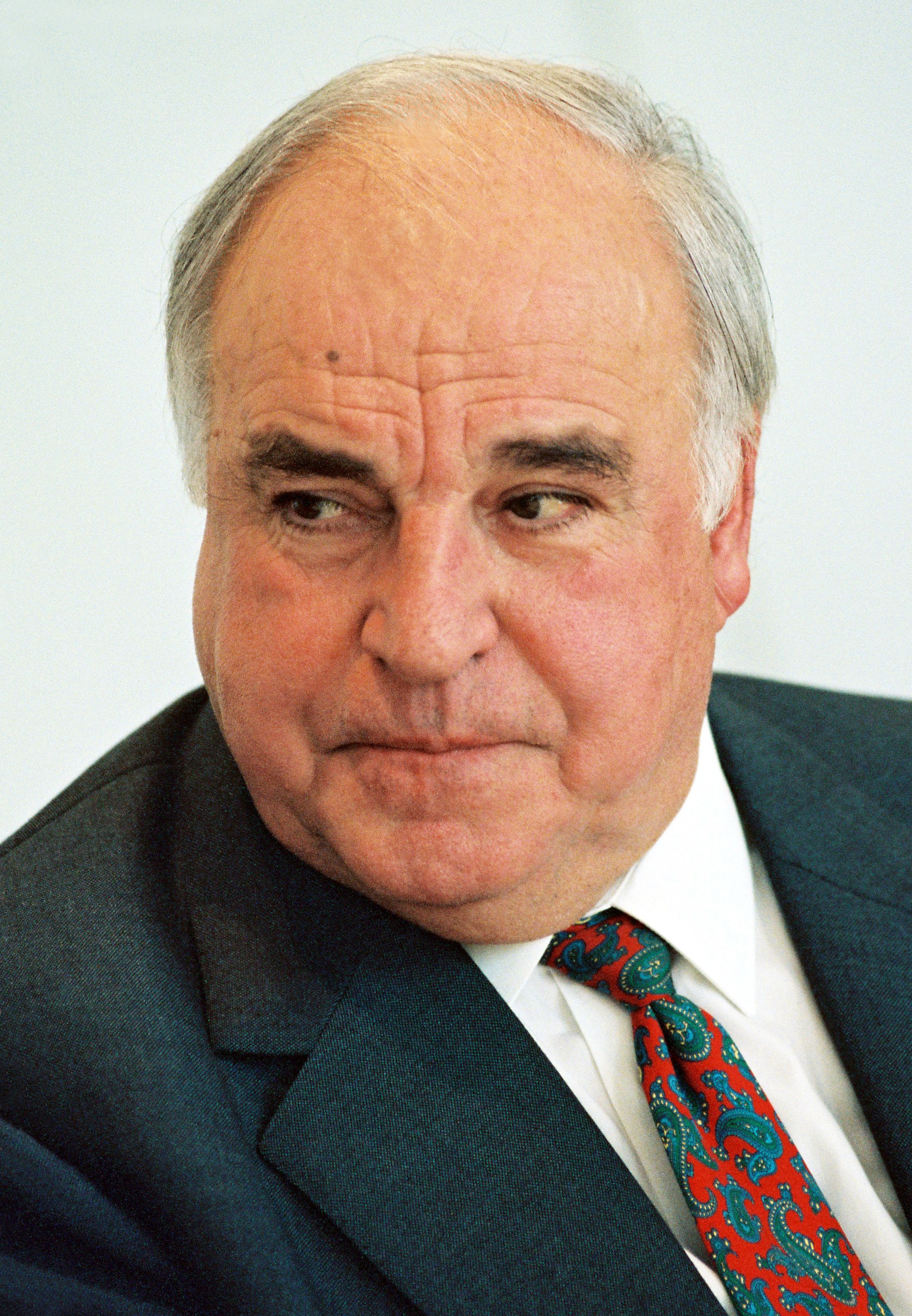
ドイツ ヘイルムート コール, ドイツ首相
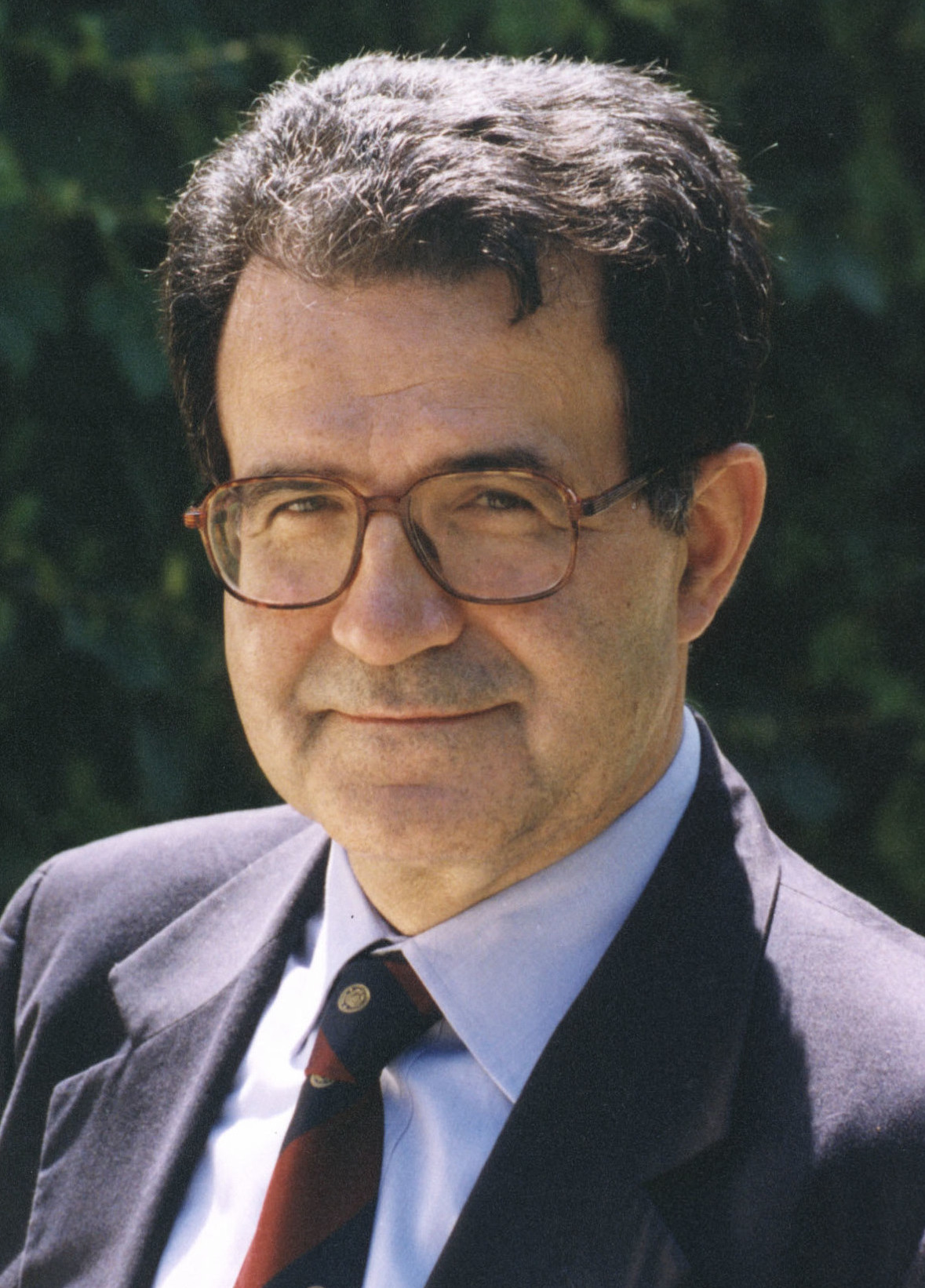
イタリア ロマーノ プローディ, イタリア首相
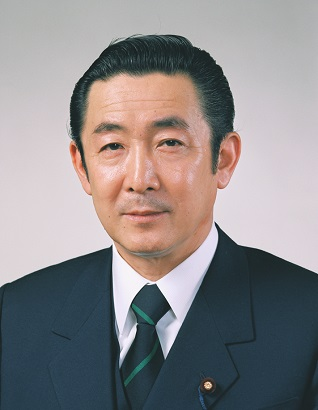
日本 橋本龍太郎, 内閣総理大臣
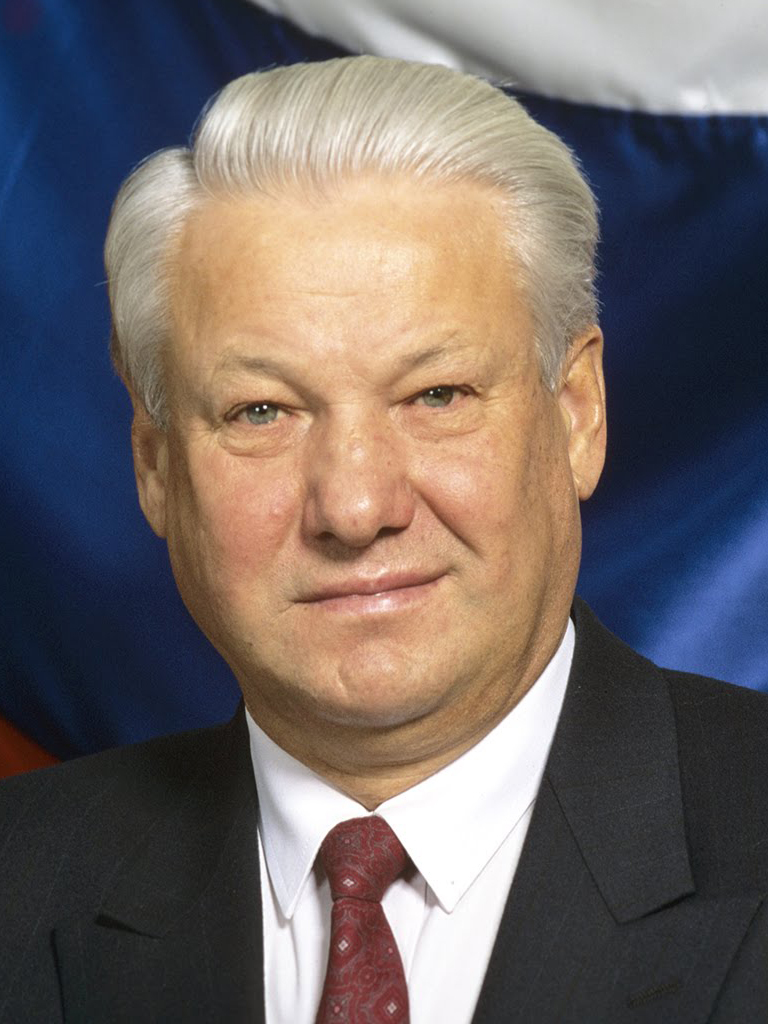
ロシア ボリス エリツィン, 連邦大統領
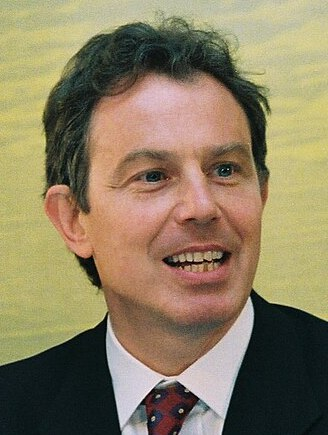
イギリストニー ブレア, 英国首相（ホスト）
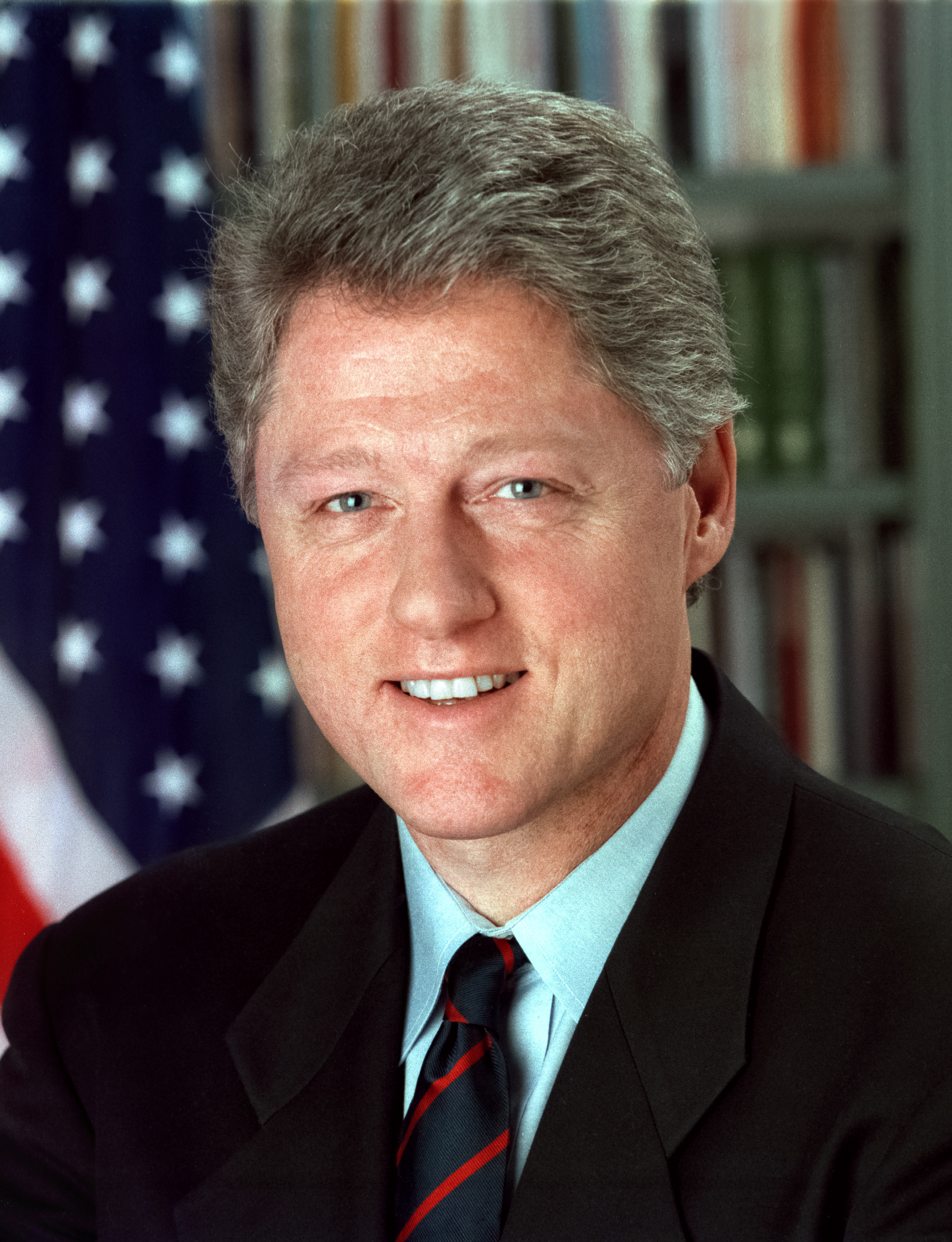
アメリカ ビル クリントン, 合衆国大統領

- 欧州連合
ウィルム コック,
欧州委員会委員長